# Canción Escalonada

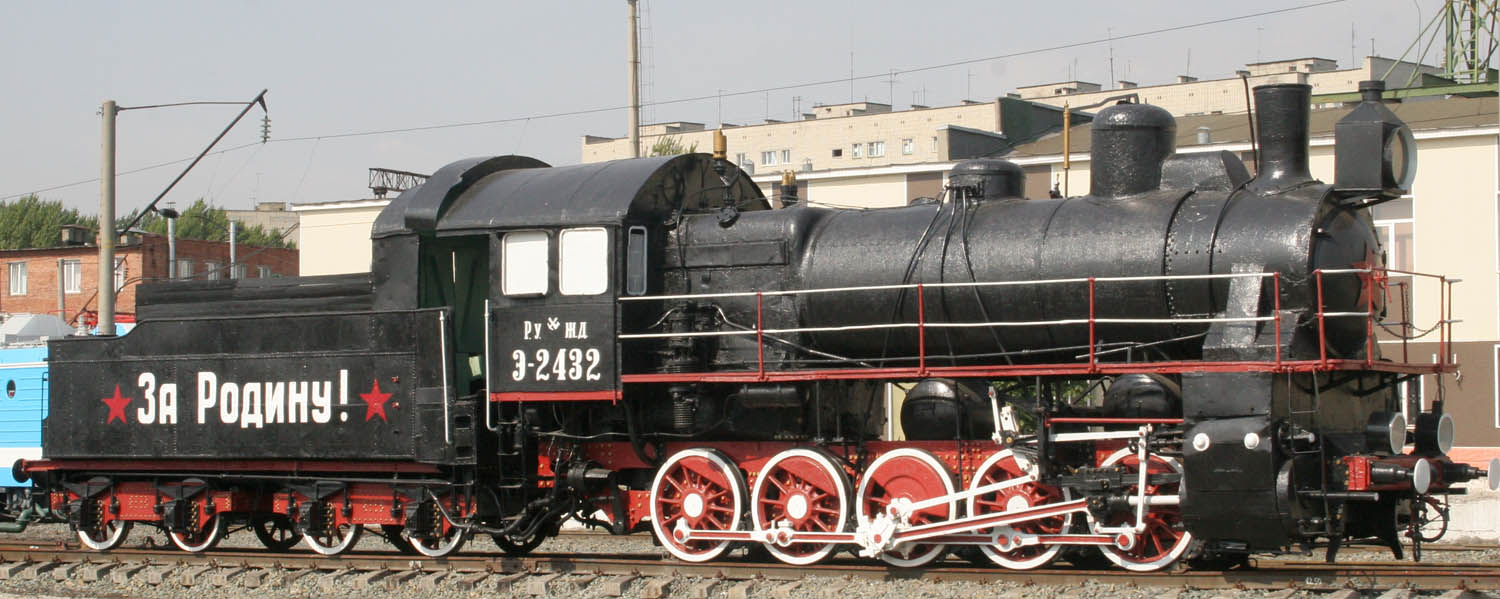
Locomotora de la época de la Guerra Civil Rusa (Э-2432, construida en 1915)

La Canción Escalonada (En ruso: Эшелонная [Песня]), también conocida como la Canción de Voroshilov (Песня о Ворошилове) o la Batalla de la Guardia Roja (Боевая красногвардейская) es una canción rusa escrita en 1933 por Aleksandr Aleksándrov y Osip Kolychev (Elaborando el primero la música y el segundo la letra), dedicada a Kliment Voroshilov. Esta es una de tantas canciones populares soviéticas que rememora la era de la Guerra Civil Rusa. Esta canción trata sobre la ofensiva ferroviaria (Llamada en ruso эшелонная война "Ofensiva Escalonada") durante la batalla de Tsaritsyn en 1918 (Actualmente la ciudad recibe el nombre de Volgogrado, habiendo sido conocida entre 1925 y 1961 como Stalingrado), donde, (según la historiografía soviética) Voroshilov y Stalin se hicieron amigos. La música de la canción fue compuesta con la intención de hacer recordar a una locomotora, comenzando con un crescendo y terminando con un decrescendo. 
Esta canción fue utilizada en los créditos de la película de 2016 ¡Ave, César!.
- Datos: Q5332375